# Ітапуа
Ітапуа (ісп. Itapúa) — департамент на південному сході Парагваю, площа 16 525 км², населення 453 692 ос. (8,9% всього населення держави) (2002). Адміністративний центр — місто Енкарнасьйон.

## Географія
Межує з департаментами: Альто-Парана (на півночі), Каасапа (на північному заході), Місьйонес (на піденному заході) та з Аргентиною (на сході та південному сході).
Клімат — субтропічний, вологий. Середнерічна температура — 15 °C, максимум 40 °C и мінімум −3 °C. Рівень опадів — 1700 мм на рік.

## Адміністративний поділ

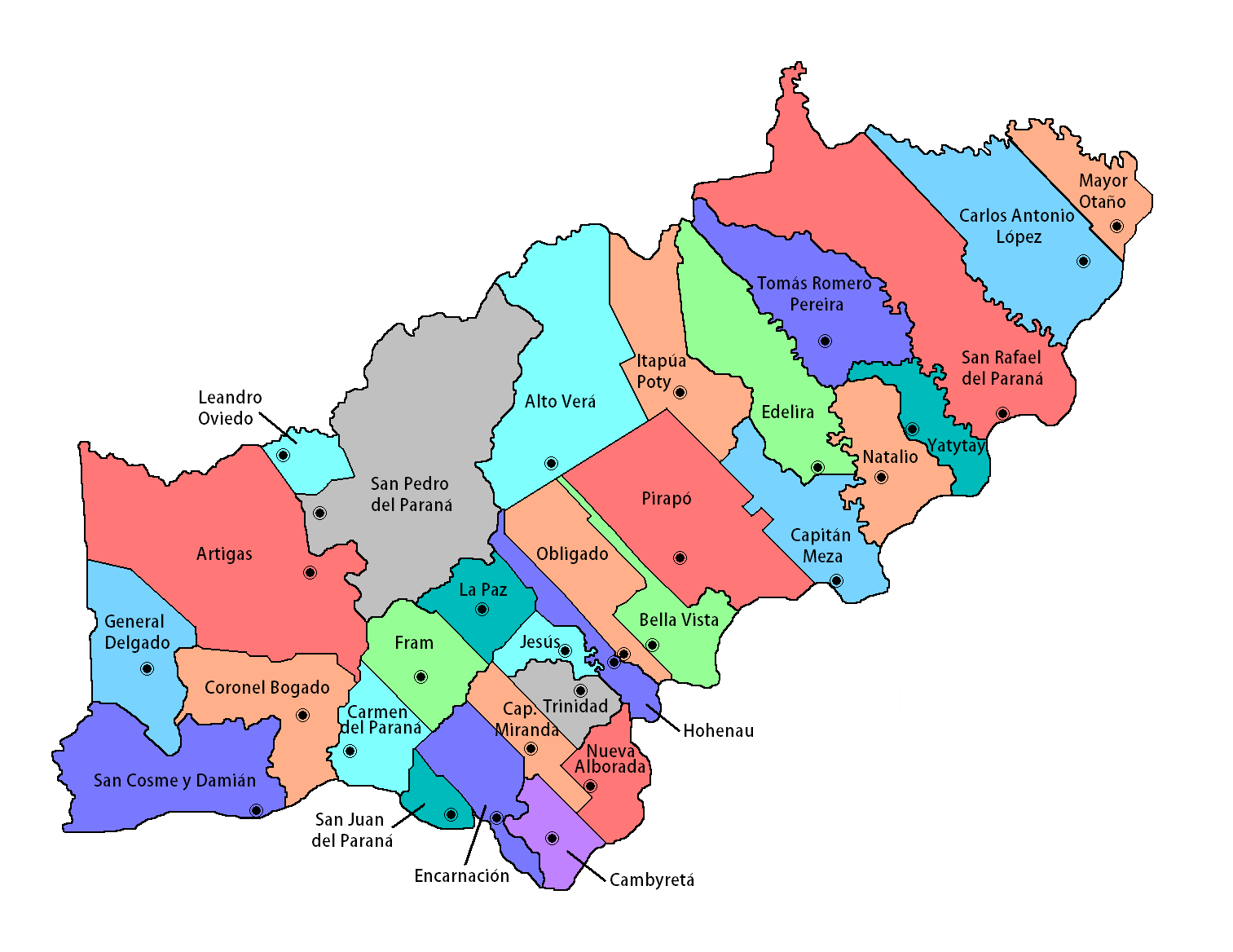
Округа департамента Итапуа.

Поділяється на 30 округів:
| Округ                                         | Населення, чел. (2002) | Площа, км² | Округ                                           | Населення, чел. (2002) | Площа, км² | Округ                                              | Населення, чел. (2002) | Площа, км² |
| --------------------------------------------- | ---------------------- | ---------- | ----------------------------------------------- | ---------------------- | ---------- | -------------------------------------------------- | ---------------------- | ---------- |
| 1 Альто-Вера (Alto Verá)                      | 13 799                 | 899        | 11 Фрам (Fram)                                  | 6 923                  | 326        | 21 Нуева-Альборада (Nueva Alborada)                | 6 533                  | 232        |
| 2 Белла-Віста (Bella Vista)                   | 9 193                  | 297        | 12 Генераль Артіхас (General Artigas)           | 11 042                 | 1 341      | 22 Обліхадо (Obligado)                             | 11 441                 | 413        |
| 3 Камбірета (Cambyretá)                       | 27 808                 | 190        | 13 Генераль Дельгадо (General Delgado)          | 6 611                  | 448        | 23 Пірапо (Pirapó)                                 | 6 754                  | 840        |
| 4 Капітан Меза (Capitán Meza)                 | 10 384                 | 440        | 14 Гохенау (Hohenau)                            | 9 685                  | 198        | 24 Сан-Косме-і-Даміан (San Cosme y Damián)         | 7 322                  | 1 318      |
| 5 Капітан-Міранда (Capitán Miranda)           | 8 667                  | 219        | 15 Ітапуа-Поті (Itapúa Poty)                    | 14 642                 | 523        | 25 Сан-Хуан-дель-Парана (San Juan del Paraná)      | 7 091                  | 112        |
| 6 Карлос-Антоніо-Лопес (Carlos Antonio López) | 17 622                 | 825        | 16 Йєзус (Jesús)                                | 5 560                  | 144        | 26 Сан-Педро-дель-Парана (San Pedro del Paraná)    | 28 598                 | 1 486      |
| 7 Кармен-дель-Парана (Carmen del Paraná)      | 6 165                  | 313        | 17 Ла-Пас (La Paz)                              | 3 076                  | 239        | 27 Сан-Рафаель-дель-Парана (San Rafael del Paraná) | 20 434                 | 1 452      |
| 8 Коронель-Богадо (Coronel Bogado)            | 17 065                 | 659        | 18 Хосе-Леандро-Овьєдо (José Leandro Oviedo)    | 4 353                  | 130        | 28 Томас Ромеро Перейра (Tomás Romero Pereira)     | 27 239                 | 607        |
| 9 Еделіра (Edelira)                           | 22 287                 | 635        | 19 Майор Хуліо Д. Отаньо (Mayor Julio D. Otaño) | 15 157                 | 262        | 29 Тринідад (Trinidad)                             | 6 873                  | 176        |
| 10 Енкарнасьйон (Encarnación)                 | 93 497                 | 321        | 20 Наталіо (Natalio)                            | 19 456                 | 383        | 30 Ятітай (Yatytay)                                | 11 415                 | 225        |

## Економіка
Економіка базується на сільському господарстві, скотарстві та лісовому господарстві. Діють підприємства харчової та текстильної промисловостей. Працює гідроелектростанція.

## Українці в Ітапуа
Ітапуа є регіоном компактного проживання українців в Парагваї.